# Ptolémaïs de Cyrène
Ptolémaïs de Cyrène (en grec ancien Πτολεμαῒς ἡ Κυρηναία) est une théoricienne de la musique grecque antique, qui a vécu peut-être au IIIe siècle av. J.-C. et en tout cas avant le Ier siècle de notre ère.

## Eléments biographiques et œuvre
En dehors du fait qu'elle est originaire ou a été active à Cyrène, une des villes grecques de Cyrénaïque (région de la Libye actuelle), on ne sait rien de la vie de Ptolémaïs ; mais elle est la seule auteure connue de l'Antiquité à avoir écrit sur la théorie musicale et dont les travaux nous ont été transmis partiellement par Porphyre de Tyr dans son Commentaire sur les Harmoniques de Claude Ptolémée. Elle fait partie de l'école des  Cyrénaïques, comme la philosophe Arété de Cyrène.
Elle a composé un manuel structuré en questions et réponses, peut-être destiné à un usage scolaire : Théorie élémentaire de la musique pythagoricienne (en grec Πυθαγορικὴ τῆς μουσικῆς στοιχείωσις : Pythagorikḗ mousikēs stoicheíōsis), dont seuls trois extraits ont été conservés.
Les extraits conservés traitent de la notion de canon musical et de son étymologie, de la relation entre théorie et pratique en théorie de la musique,. Ptolémaïs distingue plusieurs positions ou approches, dont certaines sont principalement basées sur des découvertes musicales empiriques, tandis que d'autres mettent l'accent sur des implications mathématiques.

## Éditions et traductions
- Porphyrios, Kommentar zur Harmonielehre des Ptolemaios, éd. par Ingemar Düring, Olms, Hildesheim 1978  (ISBN 3-487-06667-X), p. 22–26 (édition critique des fragments en grec).
- Greek Musical Writings, vol. 2 : Harmonic and Acoustic Theory, éd. par Andrew Barker, Cambridge University Press, 1989  (ISBN 0-521-30220-X), p. 239–242 (traduction en anglais des fragments).